# Heinz Alt
Pour les articles homonymes, voir Alt.
Heinz Alt (né en 1922 et mort le 6 janvier 1945 à Dachau) est un compositeur allemand victime du nazisme.

## Biographie
On sait peu de chose sur Heinz Alt, qui avec Viktor Ullmann, Gideon Klein, Pavel Haas, Hans Krása et d'autres compositeurs était au camp de concentration de Theresienstadt. Il y est arrivé en juin 1943 d'Ostrava. En septembre 1944 Heinz Alt a été déporté à Auschwitz.

## Œuvre
Sa participation à la vie culturelle dans ce camp est connue au travers de la représentation de ses 6 Miniatures pour piano (dans le second concert Studio pour la nouvelle musique sous la direction de Viktor Ullmann) et aussi pour un accompagnement au piano pour le Lied bohémien de Smetana qu'il a écrit pour une représentation en l'honneur du 60e anniversaire de la mort de Bedřich Smetana, le 12 mai 1884. Le pianiste était alors Karel Reiner et le chanteur basse Karel Berman.